# Chevrières, Isère
Chevrières är en kommun i departementet Isère i regionen Auvergne-Rhône-Alpes i sydöstra Frankrike. Kommunen ligger i kantonen Saint-Marcellin som tillhör arrondissementet Grenoble. År 2022 hade Chevrières 737 invånare.

## Befolkningsutveckling
Antalet invånare i kommunen Chevrières
Referens:INSEE